# 桂燕枝
桂 燕枝（かつら えんし）は上方落語の名跡。2代目以降は桂圓枝となる。現在は空き名跡となっている。
- 初代桂燕枝 - 当該項目で記述。
- 二代目桂燕枝 - 後∶二代目桂圓枝

初代桂 燕枝（かつら えんし、生没年不詳）は、落語家。
最初、初代桂文枝門下で勢三を名乗るが、初代桂文三門下に移り、1885年頃、燕枝と改名。初代桂談枝、二代目桂萬光と共に「老錬の三幅対」と評された。
明治29年7月頃、高座に出た記録があるが、明治31年に「故人・燕枝…」と記した記事があることから、その間に死亡したと思われる。得意ネタは「天王寺詣り」「無い物買い」「夢八」等があった。本名の姓は田中だが、名は不詳。長男は初代桂枝三郎。